# Macropodiformes
Sous-ordre
Les Macropodiformes sont un sous-ordre de marsupiaux de l'ordre des Diprotodontia.

## Liste des familles
Selon ITIS (6 juin 2025) :
- Hypsiprymnodontidae Collett, 1887
- Macropodidae Gray, 1821
- Potoroidae Gray, 1821

## Systématique
Le nom valide complet (avec auteur) de ce taxon est Macropodiformes Ameghino, 1889.